# Horse Cave (Kentucky)
Horse Cave es una ciudad ubicada en el condado de Hart en el estado estadounidense de Kentucky. En el Censo de 2010 tenía una población de 2311 habitantes y una densidad poblacional de 333,56 personas por km².

## Geografía
Horse Cave se encuentra ubicada en las coordenadas 37°10′19″N 85°54′45″O / 37.17194, -85.91250. Según la Oficina del Censo de los Estados Unidos, Horse Cave tiene una superficie total de 6.93 km², de la cual 6.88 km² corresponden a tierra firme y (0.75%) 0.05 km² es agua.

## Demografía
Según el censo de 2010, había 2311 personas residiendo en Horse Cave. La densidad de población era de 333,56 hab./km². De los 2311 habitantes, Horse Cave estaba compuesto por el 83.69% blancos, el 13.67% eran afroamericanos, el 0.26% eran amerindios, el 0.17% eran asiáticos, el 0% eran isleños del Pacífico, el 0.48% eran de otras razas y el 1.73% pertenecían a dos o más razas. Del total de la población el 1.17% eran hispanos o latinos de cualquier raza.